# Bryan, Texas
Bryan är en stad i Brazos County i delstaten Texas, USA med 80 913 invånare (2014). Bryan är administrativ huvudort (county seat) i Brazos County.